# KØS - Museum for kunst i det offentlige rum
KØS – Museum for kunst i det offentlige rum, tidigare Køge Skitsesamling, är ett danskt konstmuseum i Køge, som har samlingar och utställningar av skisser och maquetter modeller, vilka tillkommit som del av konstnärliga processer för utsmyckning i det offentliga rummet.
KØS – Museum for kunst i det offentlige rum grundades 1977 som Køge Skitsesamling och ligger vid gågatan Nørregade och är Danmarks enda museum specialiserat på denna typ av konstverk. Museet har över 7 000 teckningar, maquetter och andra förarbeten till offentliga konstverk. Museet har också i begränsad utsträckning exemplar av slutligt färdigställda konstverk. 
I museets "taksal" i översta våningen hänger Bjørn Nørgaard teckningar och färglagda kartonger i naturlig storlek till Drottning Margrethes gobelänger, en serie av 17 vävda gobelänger med bilder från Danmarks historia som i original hänger i Riddarsalen på Christiansborgs slott. I övrigt finns bland andra Edvard Eriksens gipsmodell till ”Den lille havfrue” från 1910 och förarbeten till Constantin Hansens utsmyckningar av Köpenhamns universitet, Gunnar Westmans djurskulpturer och Per Kirkebys skisser till hans stora utsmyckning av Geologisk Museum från 2004. 